# Porsche 908/2
Chronologie des modèles
Porsche 908 Porsche 908/3
La Porsche 908/2, également typographiée Porsche 908/02, est une voiture de course développée par Porsche et sa filiale sportive Porsche KG Salzburg pour courir dans la catégorie « Prototype » de l'Automobile Club de l'Ouest et de la fédération internationale de l'automobile.

## Genèse du projet

### Aspects techniques
Au contraire de la Porsche 908, elle est dotée d'un cockpit ouvert.